# Konrad Hansen
Konrad Hansen (* 17. Oktober 1933 in Kiel; † 9. August 2012 in Heikendorf) war ein deutscher Schriftsteller, Regisseur und Intendant.

## Leben
Seine Jugend verbrachte Konrad Hansen in Schönberg (Holstein). Er gründete dort 1953 eine Gruppe der Christlichen Pfadfinderschaft Deutschlands.
Hansen studierte Germanistik, Philosophie, Theologie und Volkswirtschaft in Kiel und Freiburg. Anschließend arbeitete er als Redakteur und dann als Leiter und Programmgestalter der Abteilung Heimatfunk von Radio Bremen. In den Jahren 1980 bis 1985 war Konrad Hansen zudem als Intendant des Ohnsorg-Theaters tätig, er leitete später auch einige Jahre die Niederdeutsche Bühne Flensburg.
Konrad Hansen hat mit seinen prägnanten Stücken, Bearbeitungen und Übersetzungen ebenso wie durch seine eigenwillige Tätigkeit als Intendant das plattdeutsche Bühnenspiel „aus den traditionell eng geknüpften Maschen dumpfer Biederkeit herausgeführt“. Als Romanautor von Epochen-Chroniken ist es ihm gelungen, die „trügerische Karthographierung der Geschichtsschreibung“ aufzusprengen und den Historien eine individuelle Gestalt zu geben.
Hansen lebte in Heikendorf an der Kieler Förde.

## Auszeichnungen
Hansen wurde für sein Wirken mehrfach ausgezeichnet:
- 1962: Hans-Böttcher-Preis für sein Hörspiel Den eenen sien Uhl[4]
- 1975: Fritz-Stavenhagen-Preis für seine „zeitkritischen niederdeutschen Bühnenstücke“[4]
- 1984: Quickborn-Preis[5]
- 1992: Niederdeutscher Literaturpreis der Stadt Kappeln[6]
- 1996: Kulturpreis des Kreises Schleswig-Flensburg[7]
- 2012: Verdienstorden des Landes Schleswig-Holstein[8]

## Konrad-Hansen-Preis
Der Konrad-Hansen-Preis wurde erstmals 2014 vom Niederdeutschen Bühnenbund Schleswig-Holstein e. V. ausgeschrieben. Der Schreibwettbewerb soll Autorinnen und Autoren ermuntern, moderne niederdeutsche Stücke zu verfassen, die sowohl lebensnah, zeitkritisch als auch unterhaltend verfasst sind. Je Ausschreibung werden zwei Preise ausgelobt. Der erste Preis ist dotiert mit 1000 Euro für ein abendfüllendes Theaterstück, der zweite Preis mit 500 Euro für ein abendfüllendes Theaterstück mit einer Spieldauer von mindestens 60 Minuten. Ferner kann ein Sonderpreis für ein Jugendtheaterstück mit einer Spieldauer von mindestens 30 Minuten vergeben werden.

### Preisträger
Seit 2014 wurden folgende Autoren ausgezeichnet:
- 2014
  - 1. Preis: Michael Wempner für Tied to leven
  - 2. Preis: Renate Wedemeyer für Fiefuntwintig Johr
  - Preis für Jugendstück: Heinz Johnsen für Nachtangeln
- 2016
  - 1. Preis: Felix Borchert für Meihdöscherarms
  - 2. Preis: Marion Balbach für De Mann, den dat noch giwt
- 2019
  - 1. Preis: Renate Wedemeyer für Dat lütte Huus in`n Snee
  - Preis für Jugendstück: Hans Hinrich Kahrs für Hungern un freten
- 2021[11]
  - 1. Preis: Sofie Köhler für Dörtig
  - 2. Preis: Frank Grupe für Hart un Seel
  - Preis für Jugendstück: Martina Brünjes für Leven passeert – laat und leven!
- 2023[12]
  - 1. Preis: Arne Christophersen für An de Kant
  - 2. Preis: Christin Kolbeck für Paradies

## Werke
Neben zahllosen Hörspielen, hoch- und niederdeutschen Theaterstücken schrieb Konrad Hansen auch folgende Romane:
- Der Spaßmacher – ein schamloser Roman aus dem Leben eines Unbefugten. Eichborn, Frankfurt 1982, ISBN 3-8218-0117-4.
- Die Männer vom Meer – Nordlandsaga. Eichborn, Frankfurt 1992.  Neuausgabe als Die Männer vom Meer. Historischer Roman. Hoffmann & Campe, Hamburg  2010, ISBN 978-3-455-40205-6.
- Die Rückkehr der Wölfe. 2000.
- Simons Bericht. 2002.
- Der wilde Sommer. 2006.
- Die Kinder der Meerfrau. 2009.

Mit Die Welt der Wikinger veröffentlichte er 2002 ein Sachbuch.
Die nachfolgend aufgeführten Werke wurden bei der Vertriebsstelle und Verlag Deutscher Bühnenschriftsteller und Bühnenkomponisten, Norderstedt veröffentlicht.
- Labskaus un Schampanjer
- Een Matjes singt nich mehr
- Na uns de Sintfloot
- Plünnenball
- Salon Meier
- Vun Hackepeter un de kole Mamsell

## Filmografie
- 1965: Weiße Wyandotten – Regie: Rudolf Raepple (Fernsehfilm)
- 1968: Herr Kannt gibt sich die Ehre – Regie: Frank Guthke (Fernsehfilm)
- 1971: Das Ding an sich – und wie man es dreht – Regie: Falk Harnack (Fernsehfilm)
- 1973: Vom Hackepeter  und der kalten Mamsell – Regie: Ilo von Jankó (Fernsehfilm)
- 1973: Gesang im Marmorbad – Regie: Frank Guthke (Fernsehfilm)
- 1975: Lehmanns letzter Lenz – Regie: Eberhard Pieper (Fernsehfilm)
- 1982: Frankies Braut – Regie: Wolfgang F. Henschel (Fernsehfilm)
- 1986/87: Tante Tilly – Regie: Volker Vogeler (Fernsehserie, 4 Folgen):
  - Die Komplizin (1986)
  - Die Hafenpiraten (1986)
  - Das Geheimnis der Senufo-Statue (1987)
  - Hamburger Deerns (1987)

## Aufzeichnungen aus dem Ohnsorg-Theater
- 1971: Jonny der Dritte – Regie: Günther Siegmund
- 1979: Mit Gefühl und Wellenschlag – Regie: Karl Otto Ragotzky
- 1981: Hamburger Bier – Regie: Karl Otto Ragotzky
- 1987: Salon Meier – Regie: Hans-Jürgen Ott
- 1988: Ein Matjes singt nicht mehr – Regie: Hans-Jürgen Ott
- 1991: Labskaus und Schampanjer – Regie: Claus Landsittel
- 2001: Reif für Rimini – Regie: Ilo von Jankó
- 2003: Ein Fall für Himmelbett – Regie: Wilfried Dziallas

## Fernsehauftritt
Am 14. August 2009 war Konrad Hansen Gast bei Moderator Hinnerk Baumgarten in der NDR-Fernsehsendung DAS!.

## Hörspiele

### Autor
- 1958: Een Dag in'n Harvst – Regie: Rudolf Sang (RB/NDR)
- 1959: Dat Huus vör de Stadt – Regie: Hans Robert Helms (RB/NDR)
- 1960: De Negenhunnertjahrfier oder: Geiht nix över Traditschon! - Regie: Hans Robert Helms (RB)
- 1962: De Blekendörper Invaschoon. Ein fast historisches, aber dennoch heiteres Spiel (auch Regie) (RB)
- 1962: Den Eenen sien Uhl – Regie: Walter Bäumer (RB)
  - Auszeichnung: Hans-Böttcher-Preis der Hamburger Alfred Toepfer Stiftung F. V. S.
- 1962: Gartenlaube mit Baukostenzuschuß – Regie: Hans Rosenhauer (NDR)
- 1962: Noah bricht auf – Regie: Roland H. Wiegenstein (RB)
- 1963: Noah bricht auf – Regie: Joachim Hoene (SDR)
- 1963: Verlaren Stünn – Regie: Walter A. Kreye (RB)
- 1963: Solo für Störtebeker – Regie: Raoul Wolfgang Schnell (WDR/RB)
- 1964: De Blekendörper Invaschon – Regie: Hans Robert Helms (RB/NDR)
- 1964: Verluorne Stunne – Regie: Wolfram Rosemann (WDR)
- 1966: Swatten Peter – Regie: Walter A. Kreye (RB)
- 1966: Herr Kannt gibt sich die Ehre – Regie: Friedhelm Ortmann (WDR/RB)
- 1967: Swatten Peter – Regie: Wolfram Rosemann (WDR)
- 1967: Dreih di nich üm – Regie: Walter A. Kreye (RB)
- 1968: Ein Sohn nach Art des Hauses – Regie: Raoul Wolfgang Schnell (WDR)
- 1968: Gesang im Marmorbad – Regie: Oswald Döpke (RB/WDR)
- 1968: Schipp ahn Haben – Regie: Hans Robert Helms (RB)
- 1969: Dat Snuuvdook (1. Folge: Hoppe tippt op Mord!) – Regie: Hans-Jürgen Ott (RB)
- 1969: Sonntags wenn die Schlächter schlafen – Regie: Raoul Wolfgang Schnell (WDR)
- 1969: Stah op un gah – Regie: Walter Bäumer (RB)
- 1969: Den eenen sien' Uhl – Regie: Wolfram Rosemann (WDR)
- 1970: Horch, was kommt von draußen rein – Regie: Raoul Wolfgang Schnell (WDR/SFB)
- 1970: Staoh up un gaoh – Regie: Wolfram Rosemann (WDR)
- 1971: Die Dinge nehmen wie sie sind (auch Regie) (RB/WDR)
- 1971: Vom Hackepeter und der kalten Mamsell – Regie: Friedhelm Ortmann (WDR)
- 1972: De een un de annern – Regie: Walter Bäumer (RB)
- 1972: Maulbrüter – Regie: Friedhelm Ortmann (WDR)
- 1972: De Mann van gistern – Regie: Wolfram Rosemann (WDR)
- 1973: Nokturno oder Vorläufige Wiederbelebung eines Totgesagten – Regie: Friedhelm Ortmann (WDR)
- 1973: Dreih di nich üm ... – Regie: Wolfram Rosemann (WDR)
- 1974: Das Floß der Medusa – oder Vermittlung eines gehobenen Wortschatzes – Regie: Friedhelm Ortmann (RB/WDR)
- 1975: Fraog nich nao Sunnenschien – Regie: Wolfram Rosemann (WDR)
- 1977: Johanninacht – Regie: Curt Timm (RB/NDR)
- 1978: Een'n toveel in't Hus – Regie: Michael Leinert (RB/NDR)
- 1987: De Botterlicker flüggt nich mehr – Regie: Jochen Schütt (RB/NDR)
- 1987: Lippenbekenntnis oder Das unerklärliche Schweigen eines Kettenrauchers – Regie: Friedhelm Ortmann (WDR/RB)
- 1987: Das Wunschkind – Regie: Hans Helge Ott (RB)
- 1989: Vertell wat vun fröher – Regie: Hans Helge Ott (NDR/RB)
- 1989: Vetell wat vön fröher – Regie: Georg Bühren (WDR)
- 1989: Ein Fest fürs Leben – Regie: Friedhelm Ortmann (WDR)
- 1990: Vertell wat vun fröher – Regie: Hans Helge Ott (RB/NDR)
- 1990: Nao us de Sintfloot – Regie: Georg Bühren (WDR)
- 1991: Verschlüsselte Nachrichten – Regie: Albrecht Surkau (WDR)
- 1993: Frankies Braut – Regie: Hans Gerd Krogmann (WDR)
  - Anmerkung: CD-Edition: BMG Wort 2001 (in der Sammlung "WDR Prime Crime")
- 1994: Nachtstück – Regie: Georg Bühren (WDR)
- 1994: Schottsken met Zarah Leander – Regie: Georg Bühren (WDR)
- 1994: Mord zu vier Händen – Regie: Klaus Wirbitzky (WDR)
- 1994: Gröten ut Marbello – Regie: Ursula Hinrichs (RB/NDR)
- 1995: Gröte ut Marbella – Regie: Georg Bühren (WDR)
- 1996: Der Jäger – Regie: Otto Düben (WDR/ORB)
  - Anmerkungen: Kassetten-Edition: Goldmann 1997 / CD-Edition: Random House Audio 2008 (in der Sammlung "Mordskiste")
- 1996: Nix geiht mehr – Regie: Jochen Schütt (RB/NDR)
- 1996: Nix geiht mehr – Regie: Georg Bühren (WDR)
- 1996: Nachtstück – Regie: Hans Helge Ott (RB/NDR)
- 1997: An de Eck vun't Paradies – Regie: Georg Bühren (RB/NDR)
- 1997: Ein schöner Abgang – Regie: Klaus-Dieter Pittrich (WDR)
  - Anmerkung: Kassetten-Edition: Goldmann 1997
- 1997: Die letzte meiner gutbetuchten Tanten – Regie: Klaus-Dieter Pittrich (WDR)
- 1999: Twee Minschenkinner (auch Sprecher) – Regie: Frank Grupe (NDR/RB)

### Bearbeitung (Wort)
- 1960: Otto Karl Weise: De Komet. Eine heitere, aber dennoch ernstzunehmende Rechtfertigung des Sprichworts "Wer anderen eine Grube gräbt ..." – Regie: Hans Robert Helms (RB)
- 1963: Walter A. Kreye: Appels in Navers Gaarn – Regie: Ivo Braak (RB)
- 1969: Walter A. Kreye: Arvsliekers – Regie: Erich Keddy (RB)
- 1974: Kazimierz Brandys: Inkarno – Regie: Hans Gerd Krogmann (WDR)

### Übersetzung
- 1977: Elke Heidenreich, Bernd Schroeder: Een grote Familje – Regie: Michael Leinert (RB/NDR)

### Regie
- 1959: Christian Holsten: Homunkula (RB)
- 1960: Ruth Bunkenburg, Irene Bremer: Piepenkeerl (RB)
  - Anmerkung: Die Autorinnen schrieben dieses Original-Hörspiel unter dem Pseudonym Rudolf Reiner
- 1962: De Blekendörper Invaschoon. Ein fast historisches, aber dennoch heiteres Spiel (auch Autor) (RB)
- 1971: Die Dinge nehmen wie sie sind (auch Autor) (RB/WDR)
- 1982: Felix Mitterer: Halfklook (NDR/RB)

### Sprecher
- 1999: Twee Minschenkinner (auch Autor) – Regie: Frank Grupe (WDR/RB)
- 2001: Liebeslänglich Amrum (2. und 3. Folge) – Regie: Frank Grupe (NDR)

### Sonstiges
- 1965: Klaus Schöning: Gespräch mit Konrad Hansen anläßlich der Sendung seines Hörspiels "Solo für Störtebecker" (In der Reihe "Junge Autoren im WDR") (WDR)
- 1985: Een Dag in'n Mai. Plattdeutsche Autoren erinnern sich an den 8. Mai 1945 (NDR/RB)

Anfang Mai 1985, vierzig Jahre nach Kriegsende, bat der Schriftsteller und Journalist Michael Augustin niederdeutsche Autoren darum, ihre persönlichen Eindrücke an dem Tag der Kapitulation Nazi-Deutschlands zu schildern.
In der knapp 46-minütigen Produktion sprachen:
- - Johann Diedrich Bellmann,
  - Konrad Hansen,
  - Norbert Johannimloh,
  - Hinrich Kruse,
  - Friedrich Hans Schaefer,
  - Ernst-Otto Schlöpke,
  - Greta Schoon,
  - Wolfgang Sieg und
  - Heinz von der Wall.